# Morschwiller-le-Bas
Morschwiller-le-Bas – miejscowość i gmina we Francji, w regionie Grand Est, w departamencie Górny Ren.
Według danych na rok 1990 gminę zamieszkiwało 2445 osób, 324 os./km².